# Duncan Gillis
Duncan Gillis (Canadá, 3 de enero de 1883-2 de mayo de 1953) fue un atleta canadiense, especialista en la prueba de lanzamiento de martillo en la que llegó a ser subcampeón olímpico en 1912.

## Carrera deportiva
En los JJ. OO. de Estocolmo 1912 ganó la medalla de plata en el lanzamiento de martillo, llegando hasta los 48.39 metros, siendo superado por el sueco Matthew McGrath que con 54.74 metros batió el récord olímpico, y por delante del estadounidense Clarence Childs (bronce).